# ТУРКМЕНинформ
Информационный портал Туркменистана «ТУРКМЕНинфо́рм» (ИП «ТУРКМЕНинформ») — на сегодняшний день одно из ведущих независимых, негосударственных информационных агентств Туркменистана. Приоритетным направлением для ИП «ТУРКМЕНинформ» является мониторинг общественно-политической и социально-экономической ситуации в целом по стране и регионам, в частности: анализ взаимоотношений властей и общества; исследование основных факторов, определяющих состояние национальной безопасности республики; рейтинг наиболее активных участников политической и деловой жизни страны.
ИП «ТУРКМЕНинформ» основан в 2007 году, работает в круглосуточном режиме, обладает собственной корреспондентской сетью в Туркменистане, а также имеет своих специальных корреспондентов в странах СНГ.
В рамках проекта открыты рубрики:
- Современные поэты Туркменистана
- Национальная туристическая зона «Аваза»
- Сокровища культуры Туркменистана

Информация ИП «ТУРКМЕНинформ» распространяется по подписке посредством открытой/закрытой новостной ленты.
С 2009 года портал ТУРКМЕНинформ открыл новый сервис, позволяющий получать доступ к полузакрытым (частично отображающихся в открытой части сайта) новостям посредством оплаты через SMS с мобильного телефона.
ТУРКМЕНинформ неоднократно вступал в полемику с ведущими российскими и зарубежными изданиями относительно понимания происходящих процессов в общественной и политической жизни Туркменистана.